# Shimmer és Shine, a dzsinn testvérek
A Shimmer és Shine, a dzsinn testvérek (eredeti cím: Shimmer and Shine) 2015 és 2020 között vetített amerikai televíziós 3D-s számítógépes animációs kalandsorozat, amelynek alkotója Farnaz Esnaashari-Charmatz volt.
Amerikában a Nickelodeon mutatta be 2015. augusztus 24-én. Magyarországon a Nickelodeon és Nick Jr. mutatta be 2015. november 23-án, illetve 2016. január 17-én.

## Ismertető
Leah Shimmerrel és Shinenal barátkozik. A dzsinnek naponta három kívánságot teljesítenek Leahnak, de gyakran hibáznak.

## Szereplők
| Szereplő | Eredeti hang                                                                | Magyar hang       |
| -------- | --------------------------------------------------------------------------- | ----------------- |
| Shimmer  | Eva Bella                                                                   | Czető Zsanett     |
| Shine    | Isabella Cramp                                                              | Andrusko Marcella |
| Leah     | Alina Foley                                                                 | Hermann Lilla     |
| Zac      | Blake Bertrand (1. évad) Justin Felbinger (2. évad) Ethan Jones (3–4. évad) | Pál Dániel Máté   |

## Epizódok
| Évad | Évad | Epizódok | Eredeti sugárzás    | Eredeti sugárzás   | Magyar sugárzás                                              | Magyar sugárzás                                           |
| Évad | Évad | Epizódok | Évadpremier         | Évadfinálé         | Évadpremier                                                  | Évadfinálé                                                |
| ---- | ---- | -------- | ------------------- | ------------------ | ------------------------------------------------------------ | --------------------------------------------------------- |
|      | 1    | 20       | 2015. augusztus 24. | 2016. május 11.    | 2015. november 23. (Nickelodeon) 2016. január 17. (Nick Jr.) | 2016. július 1. (Nickelodeon) 2016. június 30. (Nick Jr.) |
|      | 2    | 20       | 2016. június 15.    | 2017. március 31.  | 2016. december 19. (Nick Jr.)                                | 2017. június 15.(Nick Jr)                                 |
|      | 3    | 20       | 2017. május 5.      | 2018. november 20. | 2017. december 5.                                            | 2018. szeptember 12.                                      |
|      | 4    | 26       | 2018. október 20.   | 2020. február 9.   | 2019. január 7.                                              | 2020. december 4.                                         |